# Jefferson Andrade da Silva Antônio
Jefferson William Andrade da Silva Antônio (San Paolo, 29 marzo 1983) è un cestista brasiliano.

## Carriera
Con il Brasile ha disputato i Campionati americani del 2005.